# Psammobates geometricus
Psammobates geometricus – gatunek żółwia z rodziny żółwi lądowych (Testudinidae) i podrzędu żółwi skrytoszyjnych.

## Występowanie
Psammobates geometricus występuje naturalnie w południowo-zachodnim krańcu Prowincji Przylądkowej Zachodniej w Republice Południowej Afryki.

## Wygląd
Ma karapaks w czarno-żółte wzory, które są ułożone w kształt promieni i pomagają żółwiowi wtopić się w otoczenie. Z lotu ptaka muszla ma symbole geometryczne, stąd wzięła się jej nazwa. Gatunek ten jest bardzo mały, dorosły żółw może osiągnąć jedynie około 13–15 cm długości.
Chociaż wyglądem zewnętrznym przypomina swoich krewnych z rodzaju Psammobates, można go odróżnić dzięki wyraźnie zabarwionym żółtym gwiazdom na łuskach muszli, brakowi guzków na tylnych nogach i tylko nieznacznie zagiętych tylnych krawędziach muszli.

## Zachowanie
Estywują w miesiącach od czerwca do września, gdy są trzymane w niewoli. Żółw ten ma tendencję do żerowania w chłodniejszych porach dnia i popołudniu. Zwykle są nieśmiałe i szukają schronienia, gdy zauważają ludzi.

## Rozmnażanie
Niewiele wiadomo na temat ich zachowań rozrodczych. Kiedy samica jest gotowa do złożenia jaj, kopie dół w ziemi i przykrywa go trawą lub inną roślinnością.

## Zagrożenia i ochrona
Gatunek ten jest jednym z najrzadszych żółwi lądowych na świecie, sklasyfikowanym jako krytycznie zagrożony na Czerwonej Liście IUCN. Oprócz statusu na Czerwonej Liście, żółw ten jest obecnie chroniony na mocy prawa międzynarodowego i wymieniony w załączniku I do konwencji CITES, zakazującej międzynarodowego handlu tym gatunkiem, oraz aneksem B UE.
Ponieważ Republika Południowej Afryki jest domem dla większości gatunków żółwi na świecie, nie jest zaskakujące, że występują tu również najrzadsze gatunki żółwi na świecie. Ochrona tych żółwi należy przede wszystkim do obowiązków krajowych urzędników zajmujących się ochroną przyrody. Urzędnicy ci współpracują z rezerwatami przyrody, aby zapobiec zmianie statusu żółwia na wymarły. Jego siedlisko jest stale zagrożone zniszczeniem i fragmentacją w wyniku częstych pożarów, wzrostu liczebności drapieżników oraz wzrostu roślinności obcej dla tego regionu. Jego środowisko jest obecnie zredukowane do trzydziestu jeden fragmentów siedlisk, w tym siedmiu rezerwatów. Organ ochrony przyrody Prowincji Przylądkowej Zachodniej uznał ochronę tego gatunku za jeden ze swoich najwyższych priorytetów. Obszary, które pozostały, przetrwały przede wszystkim dlatego, że znajdują się na terenach mniej optymalnych dla rolnictwa.
Cape Nature Conservation to jeden z czterech prowincjonalnych rezerwatów przyrody, w których żyją żółwie. Żółw ma wysoki priorytet w rezerwacie przyrody, dlatego stale monitorują populację zwierząt, aby śledzić wysiłki na rzecz ochrony. Obserwacja populacji jest podstawą wszelkich działań ochronnych podejmowanych na rzecz tego gatunku. Populacja jest dokumentowana corocznie. Liczenia dokonują urzędnicy spacerujący po rezerwacie i ręcznie liczący liczbę żółwi, które widzą.
Podejmowane są inne działania ochronne, aby zapewnić przetrwanie gatunku. Wysiłki te obejmują badanie rodzajów pożywienia, które zjada ten żółw, aby zrozumieć jego potrzeby środowiskowe oraz problemy związane z obcymi gatunkami roślin.
Wsparcie publiczne dla rządowych wysiłków na rzecz ochrony jest bardzo niskie, w rezultacie prywatne wysiłki na rzecz ochrony przyrody stały się bardziej powszechne jako sposób na uzupełnienie ograniczonych funduszy, którymi rząd dysponuje na działania ochronne. Nazywa się to hodowlą dzikich zwierząt i pozwala na ochronę dużych obszarów gruntów przy minimalnych kosztach dla rządu.